# Platymaia longimana
Platymaia longimana is een krabbensoort uit de familie van de Inachidae. De wetenschappelijke naam van de soort is voor het eerst geldig gepubliceerd in 1984 door Macpherson.